# ماهی بزرگ
ماهی بزرگ (به انگلیسی: Big Fish) فیلمی در ژانر خیال‌پردازی و کمدی-درام از تیم برتون است که بر اساس رُمانی به همین نام از دانیل والاس (Big Fish: A Novel of Mythic Proportions) توسط کمپانی کلمبیا پیکچرز ساخته شده‌است که ایده ساخت این فیلم اندکی پس از انتشار این رمان مطرح شد.

## خلاصۀ داستان
ویل بلوم که سال‌ها با پدر خود، ادوارد بلوم قطع رابطه کرده‌است، خبردار می‌شود که پدر از یک بیماری ناعلاج رنج می‌برد. ویل به زادگاه خود آلاباما بر‌می‌گردد و پس از ارتباط با کسانی که زمانی به پدرش نزدیک بوده‌اند با زوایای جدیدی از زندگی پدر خود آشنا می‌شود.
ادوارد بلوم که وقایع اتفاق افتاده زندگی خود را به صورت داستان‌های تخیلی برای اطرافیان خود تعریف می‌کند باعث می‌شود ویل بلوم پدر خود را یک دروغگو بداند و برای اثبات حرف خود و آشنا شدن با زندگی واقعی پدر خود شروع به جستجو در اسناد گذشته و دوستان قدیمی پدر می‌کند.

## بازیگران
- آلبرت فینی در نقش ادوارد بلوم کهن‌سال
- یوان مک‌گرگور در نقش ادوارد بلوم جوان
- پری والتسون در نقش ادوارد بلوم کودک
- بیلی کروداپ در نقش ویل بلوم
- جسیکا لنگ در نقش ساندرا بلوم همسر ادوارد بلوم
- الیسون لومن در نقش ساندرا بلوم جوان
- ماریون کوتیار در نقش ژوزفین
- هلنا بونهام کارتر در نقش جنی هیل
- میسی پایل در نقش میلدرد
- رابرت گویلام در نقش دکتر بنت
- متیو مک گروری در نقش کارل غول پیکر

بازیگران فیلم شامل دو برنده اسکار هستند: ماریون کوتیار و جسیکا لانگ؛ و همچنین سه نامزد اسکار: آلبرت فینی، هلنا بونهام کارتر و دنی دیویتو

## نقش‌ها
این فیلم اولین فیلم سینمایی بازیگر فرانسوی ماریون کوتیار در آمریکا بود. همتای وی هلنا بونهام کارتر هنگام بازی در نقش جنی هیل، باردار بود. بونهم دو نقش در فیلم بازی کرده‌است. گریم او برای نقش جادوگر تقریباً پنج ساعت زمان می‌برد. همچنین متیو مک گروری (کارل غول پیکر) از کفشهایی که دپارتمان تولید کفش و البسه برایش تهیه کرده بود قدردانی کرد. در حالی که تا زمانی که زنده بود، رکورد جهانی گینس را با بزرگ‌ترین پا به نام خود ثبت کرده بود اندازه کفشهای او ۲۹٫۵ با سایز ایالات متحده بود.
متیو در سال "۲۰۰۵" به دلیل مشکل نارسایی قلبی درگذشت.

## پخش
در فیلم می‌بینیم که ادوارد در حین انجام خدمت به مأموریت شرق آسیا اعزام می‌شود؛ در این عملیات او به یک جشن نظامی وارد می‌شود که گویندگان آن با لهجه‌های گوناگون شرقی صحبت می‌کنند؛ فرد عروسک چرخان و عروسک او به زبان تاگالوگ (زبان فیلیپین) صحبت می‌کنند در حالی که دوقلوها به زبان کانتونی (یک لهجه چینی) صحبت می‌کنند. سربازانی که در داخل خیمه حضور دارند به زبان چینی ماندارین (زبان سرزمین اصلی چین و تایوان) صحبت می‌کنند در حالی که سایر سربازان به زبان کره ای صحبت می‌کنند. همچنین در فیلم می‌بینیم که وقتی نورتر وینسلو شعر نیمه تمام خود را که سالها برای سرودن آن وقت صرف کرده بود را به ادوارد نشان می‌دهد، که در واقع آن متن، دست‌نویسی از کارگردان فیلم، تیم برتون است.

## اعداد
"سه سال" زمان برجسته‌ای است که در چندین نوبت در فیلم تکرار می‌شود. از نمونه‌های آن ویل و پدرش ادوارد هستند که به مدت سه سال با یکدیگر صحبت نمی‌کردند؛ همچنین ادوارد خاطرنشان کرد که وی مجبور بود سه سال در رختخواب خود بماند، یا ادوارد به مدت سه سال در سیرک کالووی کار کرد و همچنین او گفت که مجبور است سه سال در ارتش بماند.

## فیلم‌برداری
تنها ایالتی که فیلم‌برداری در آن انجام گرفت، ایالت آلاباما بود.
اما یک صحنه شامل فیلم‌برداری در فرانسه بود، جایی که ویل و ژوزفین در آن زمان در آنجا زندگی می‌کردند.

## واقعیت
در حالی که اسپکتر یک شهر داستانی است، کد پستی که در مورد خانه جنی نشان داده می‌شود واقعی است.
"۳۶۱۰۴" یکی از کدهای ZIP مونتگومری در آلاباما است.
با این حال، می‌توانید در گوگل مپ "شهر اسپکتر" و جزیره خصوصی آن را ببینید، که این مجموعه در حال حاضر متروکه می‌باشد.

## جوایز
- نامزد اسکار بهترین موسیقی متن
- نامزد گلدن گلوب بهترین فیلم کمدی
- نامزد گلدن گلوب بهترین آهنگ اصلی (ترانه)
- نامزد گلدن گلوب بهترین موسیقی متن
- نامزد گلدن گلوب بهترین بازیگر نقش مکمل مرد
- نامزد بفتای بهترین کارگردانی
- نامزد بفتای بهترین فیلمنامه اقتباسی
- نامزد بفتای بهترین فیلم
- نامزد بفتای بهترین بازیگر نقش مکمل مرد
- نامزد بفتای بهترین جلوه‌های تصویری
- نامزد بفتای بهترین گریم و آرایش مو
- نامزد بفتای بهترین طراحی تولید